# Kaltbuch
Kaltbuch ist ein Gemeindeteil der Gemeinde Weißenbrunn im Landkreis Kronach (Oberfranken, Bayern).

## Geografie
Die Einöde liegt auf einer bewaldeten Anhöhe in einer kleinen Rodungsinsel. Gegen Süden steigt das Gelände noch leicht an. Dort befindet sich der Lucas-Cranach-Turm (494 m ü. NHN) und eine Sendeanlage. Ein Anliegerweg führt nach Kronach (1,4 km nördlich).

## Geschichte
Gegen Ende des 18. Jahrhunderts gab es in Kaltbuch zwei Anwesen. Das Hochgericht übte das Rittergut Küps aus. Es hatte ggf. an das bambergische Centamt Kronach auszuliefern. Die Grundherrschaft über die zwei halben Fronsölden hatte das Rittergut Küps.
Mit dem Gemeindeedikt wurde Kaltbuch dem 1808 gebildeten Steuerdistrikt Küps und der 1818 gebildeten Ruralgemeinde Thonberg zugewiesen. Am 1. April 1972 wurde Friedrichsburg im Zuge der Gebietsreform in Bayern in Weißenbrunn eingegliedert.

### Einwohnerentwicklung
| Jahr      | 001818 | 001861 | 001871 | 001885 | 001900 | 001925 | 001950 | 001961 | 001970 | 001987 |
| Einwohner | 10     | 16     | 14     | 12     | 12     | 7      | 9      | 7      | 6      | 1      |
| Häuser    | 2      |        |        | 2      | 2      | 2      | 2      | 2      |        | 2      |
| Quelle    | [ 5 ]  | [ 7 ]  | [ 8 ]  | [ 9 ]  | [ 10 ] | [ 11 ] | [ 12 ] | [ 13 ] | [ 14 ] | [ 1 ]  |

## Religion
Die Katholiken waren ursprünglich nach St. Johannes der Täufer (Kronach) gepfarrt, mit der Errichtung von St. Sebastian in Neuses im Jahr 1932 dann dorthin. Die Protestanten waren ursprünglich nach Weißenbrunn gepfarrt, seit der zweiten Hälfte des 19. Jahrhunderts gehören sie zur Pfarrei Christuskirche (Kronach).